# Контрада Канкрини (Терамо)
Контрада Канкрини (итал. Contrada Cancrini) је насеље у Италији у округу Терамо, региону Абруцо.
Према процени из 2011. у насељу је живело 31 становника. Насеље се налази на надморској висини од 172 м.